# Красная книга Краснодарского края
Красная книга Краснодарского края — официальный документ, содержащий свод сведений о распространении, состоянии и необходимых мерах охраны находящихся под угрозой исчезновения редких таксонов, объектов животного и растительного мира, обитающих (произрастающих) временно или постоянно на территории Краснодарского края.

## Издания
Первое издание вышло в 1994 году и первоначально не являлось официальным, но в 2001 году списки видов из неё были узаконены без каких-либо изменений и дополнений
Второе издание вышло в 2007 году в двух книгах.
В 2017 году перечни видов были обновлены.

## Категории
Виды, занесённые в Красную книгу Краснодарского края (2007), относятся к следующим категориям:
| Категория                               | Описание |
| --------------------------------------- | --- |
| 0 (ВИ) «Вероятно исчезнувший в регионе» | К ней относятся таксоны, встречи которых не зарегистрированы в естественной среде обитания на территории Краснодарского края и Республики Адыгея в течение последних 50 лет (для позвоночных животных) или 100 лет (для прочих объектов животного и растительного мира) |
| 1 (ИП) «Исчезающий в дикой природе»     | Категория включает две подкатегории: - 1А (КС) «Находящийся в критическом состоянии» — относятся таксоны, численность которых достигла критического уровня или же места их обитания претерпели настолько сильные изменения, что риск исчезновения их из дикой природы Краснодарского края чрезвычайно высок. Выживание таких таксонов возможно только при принятии специальных мер охраны: разведение (выращивание) в питомниках с последующей реинтродукцией в природу, восстановление условий их обитания - 1Б (УИ) «Находящийся под угрозой исчезновения» — относятся таксоны, численность которых близка к критическому уровню или же территория, занимаемая всеми местами их обитания, сократилась настолько, что риск их исчезновения из дикой природы Краснодарского края очень высок |
| 2 (УВ) «Уязвимый»                       | Относятся таксоны, численность которых быстро сокращается и которые в ближайшем будущем, если не устранить неблагоприятные воздействия, перейдут в категорию 1, а также таксоны с низкой численностью и малой площадью (количеством) известных мест обитания, для которых существует непосредственная опасность вымирания, а риск исчезновения в дикой природе оценивается как высокий |
| 3 (РД) «Редкий»                         | К данной категории относятся таксоны с низкой численностью, не подверженные непосредственной опасности вымирания на территории Краснодарского края, в том числе: - естественно редкие, но широко распространенные в крае (для которых низкая численность и плотность региональной популяции являются нормой, не зависящей от антропических факторов), в силу чего существует вероятность их исчезновения на значительных участках территории Краснодарского края от случайных и кратковременных антропических воздействий - относительно многочисленные, имеющие ограниченное (единственное) количество мест обитания, сохранность которых в Краснодарском крае зависит даже от разовых либо непродолжительных антропических воздействий - находящиеся в пределах Краснодарского края на границе репродуктивного участка глобального ареала - ставшие редкими в результате деятельности человека, численность которых стабилизировалась на достаточно низком уровне и дальнейшего её сокращения не наблюдается |
| 4 (ВС) «Восстанавливающийся»            | К данной категории относятся редкие, имеющие тенденции к росту численности и (или) расширению ареала, в том числе восстанавливающиеся в результате принятых мер охраны |
| 5 (НИ) «Недостаточно изученный»         | Относятся редкие, малоизвестные и недостаточно изученные таксоны, для которых однозначно не установлены причины редкости и поэтому не может быть произведена корректная оценка угрозы риска исчезновения на территории Краснодарского края, однако имеются предпосылки для этого. К данной категории также принадлежат таксоны, встречающиеся в Краснодарском крае спорадически, тогда как территория Краснодарского края относится к глобальному ареалу этих таксонов |
| 6 (АВ) «Антропозависимый»               | К этой категории относятся таксоны, численность которых на территории Краснодарского края остается стабильной (поддерживается) за счет функционирования особо охраняемых природных территорий с заповедным режимом либо иных специальных (или непреднамеренных) мер и действий человека |
| 7 (СК) «Специально контролируемый»      | Относятся таксоны, занесенные в Красные книги более высокого ранга (СССР, СНГ, РСФСР, РФ), но широко распространенные и многочисленные на территории Краснодарского края, у которых не выявлено снижение численности или сокращение ареала |